# Marzena Zając
Marzena Zając (ur. 12 maja 1973 w Inowrocławiu) – polska aktorka teatralna i telewizyjna.
Jest absolwentką PWSFTviT w Łodzi (1996). Od 1997 gra na deskach stołecznego Teatru Kwadrat.

## Filmografia

### Filmy
- 2001 – Post scriptum
- 2002 – Haker jako dziennikarka na konferencji prasowej

### Seriale
- 1997 – Klan jako kostiumograf podczas kręcenia reklamówki / pacjentka doktora Pawła Lubicza
- 2000 – Lokatorzy odc. 17
- 2000 – Dom odc. 21
- 2000–2007 – Na dobre i na złe jako siostra Karolina
- 2001 – Miasteczko odc. 38, 44, 45 jako pielęgniarka
- 2001 – Marszałek Piłsudski odc. 1 jako kobieta u siostry Piłsudskiego
- 2002–2008 – Samo życie jako Paulina Lisiecka
- 2002 – Psie serce Bella jako Joanna, sekretarka Mai
- 2003 – Plebania odc. 282 jako Ola w kawiarni
- 2003 – Na Wspólnej jako policjantka
- 2004–2009 – Pierwsza miłość jako Agnieszka Fabiańska
- 2006 – Rodzina zastępcza odc. 230 jako Wawelska
- 2008 – Na kocią łapę jako kosmetyczka
- 2008 – Barwy szczęścia odc. 66 jako kosmetyczka
- 2012 – Przyjaciółki jako policjantka
- 2014 – Komisarz Alex jako Marta Głowacka (odc. 53)

### Głos
- 2003 – Kasia i Tomek odc. 20, jako dziewczyna